# خورشیدگرفتگی ۲۰ مارس ۲۰۵۳
خورشیدگرفتگی ۲۰ مارس ۲۰۵۳ (به انگلیسی: Solar eclipse of March 20, 2053) یک خورشیدگرفتگی از نوع خورشیدگرفتگی حلقه‌ای است. این خورشیدگرفتگی در تاریخ ۲۰ مارس ۲۰۵۳ میلادی (‎۱ فروردین ۱۴۳۲ خورشیدی) روی خواهد داد که زمان اوج آن، ساعت ۷:۰۸:۱۹ به‌وقت ساعت هماهنگ جهانی است. مدت زمان و طول این خورشیدگرفتگی ۰ دقیقه و ۵۰ ثانیه خواهد بود.